# Madonna di Foligno
La Madonna di Foligno è un dipinto a olio su tavola trasportato su tela (320 × 194 cm) di Raffaello, databile al 1511-1512 e conservato nella Pinacoteca Vaticana nella Città del Vaticano.

## Storia
Il dipinto venne commissionato da Sigismondo de' Conti, segretario (scriptor apostolicus) di papa Giulio II, come ex voto per il miracolo che aveva visto uscire la sua casa di Foligno illesa dopo un evento di non chiara origine (bolide o fulmine globulare, oppure, ancora, uno scoppio di bombarda che lancia una palla infuocata). L'opera, che fu la prima pala d'altare romana dipinta da Raffaello, si trovava sopra l'altare maggiore della Basilica di Santa Maria in Aracoeli a Roma, nella cui abside era collocata la tomba di Sigismondo. Nel 1565 Anna Conti, una monaca nipote del donatore, la fece trasferire nella chiesa di Sant'Anna a Foligno, presso il Monastero delle Contesse della Beata Angelina dei Conti di Marsciano. Nel 1797 fu requisita durante l'occupazione francese e portata a Parigi, nel Grande Museo del Louvre. Visto il precario stato di conservazione del dipinto, fu deciso di trasportarlo su tela e, per migliorare la resistenza all'umidità della preparazione pittorica, questa venne cosparsa di olio e biacca: l'intervento di restauro venne realizzato tra 1800-1801 da Francois Toussaint Hacquin, sotto l'occhio vigile di una commissione che trascrisse in una relazione le fasi del restauro del dipinto in ordine cronologico con le loro motivazioni per analizzare i rischi e i vantaggi del trasporto del colore. Tale relazione, pubblicata nel 1802, è l'unica relazione di questo genere ad essere pubblicata e tutt'oggi è un'importantissima fonte di studio per la Storia del restauro.
In seguito ai recuperi del Canova, che sosteneva la non validità del Trattato di Tolentino, il dipinto tornò in Italia (1816), ma il pontefice Pio VII decise di trattenerlo a Roma nella Pinacoteca Vaticana, come altre opere importanti d'arte sacra. 
L'opera è datata al 1511-1512, mentre l'artista lavorava alla Stanza di Eliodoro, ed è il precedente più vicino alla Madonna Sistina.
Nel 1957-1958 fu restaurata sotto la direzione di Cesare Brandi.
Dopo l'esposizione a Milano terminata il 12 gennaio 2014 l'opera è tornata a Foligno ed è stata ufficialmente presentata sabato 18 gennaio 2014, alle ore 12, in una conferenza, presso Palazzo Trinci. L'opera è stata esposta presso il monastero di Sant'Anna fino al 26 gennaio 2014.

## Descrizione

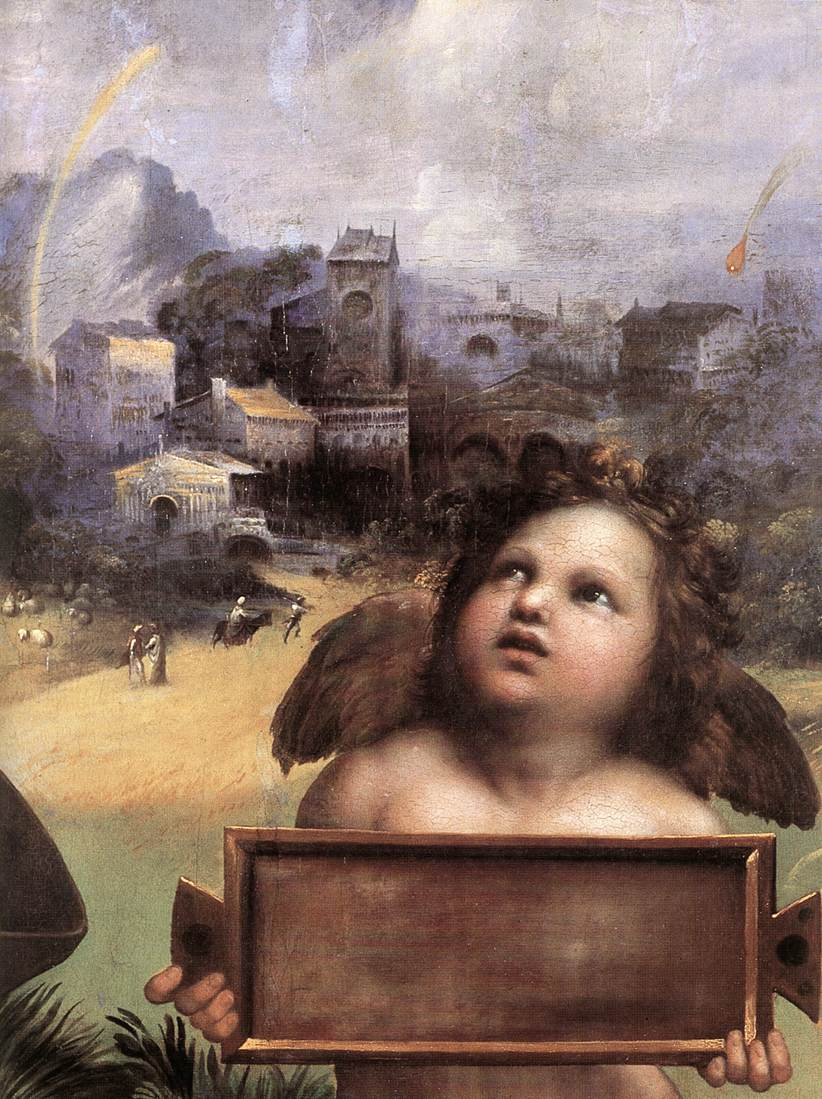
Particolare

La Madonna col Bambino, vestita in abiti con i due tradizionali colori rosso come madre e azzurro come regina, appare seduta sulle nubi e circondata da un disco aureolare, a sua volta attorniato da una corona azzurra di serafini che prendono forma dalle nuvole.
Ai piedi di Maria si stende un paesaggio naturale dal quale emerge una cittadina sovrastata da un arco luminoso, entro cui è inserita una palla infuocata che sembra cadere sulle case.
In basso, da sinistra, sono raffigurati a coppie san Giovanni Battista con san Francesco d'Assisi (fondatore dei Minori che reggevano la chiesa) che impugnano entrambi una croce, e in una inconsueta veste azzurra san Girolamo, riconoscibile dal leone mansueto, che presenta a Maria il committente inginocchiato ritratto di profilo. Sigismondo indossa un sontuoso mantello di colore porpora foderato di pelliccia d'ermellino identificabile come dogalina (la lunga sopravveste foderata di pelliccia che portavano tradizionalmente i magistrati veneziani e il doge tra i secoli XV e XVI), da cui fuoriescono le maniche nere dell'abito sottostante. Al centro si vede un angioletto che rivolge uno sguardo trasognato verso l'apparizione celeste; regge in mano una tabella biansata all'antica priva di iscrizioni.

## Ipotesi interpretativa
Oltre alla consolidata interpretazione del dipinto come ex voto, l'iconografia della pala è stata messa in relazione con un preesistente affresco (ora distrutto) di Pietro Cavallini nella stessa basilica di Santa Maria in Aracoeli, che rappresentava l'apparizione di Maria con Bambino avvolta in un cerchio di luce sul Campidoglio a Roma all'imperatore Augusto nel giorno della nascita di Gesù, secondo la storia narrata nella Leggenda aurea di Jacopo da Varagine. Il dipinto, posizionato originariamente sotto questo affresco, ne riprenderebbe il tema adattandolo a epitaffio sepolcrale del committente, morto a circa 80 anni, prima del completamento della pala. Questo giustificherebbe il volto scavato dell'anziano committente, che appare come una sorta di maschera funeraria; così come la tabula ansata priva di iscrizioni tenuta dall'angioletto, riproporrebbe un'iconografia sepolcrale di origine paleocristiana, ma presente anche nei monumenti funebri del XV secolo come la tomba del papa Sisto IV.

## Stile

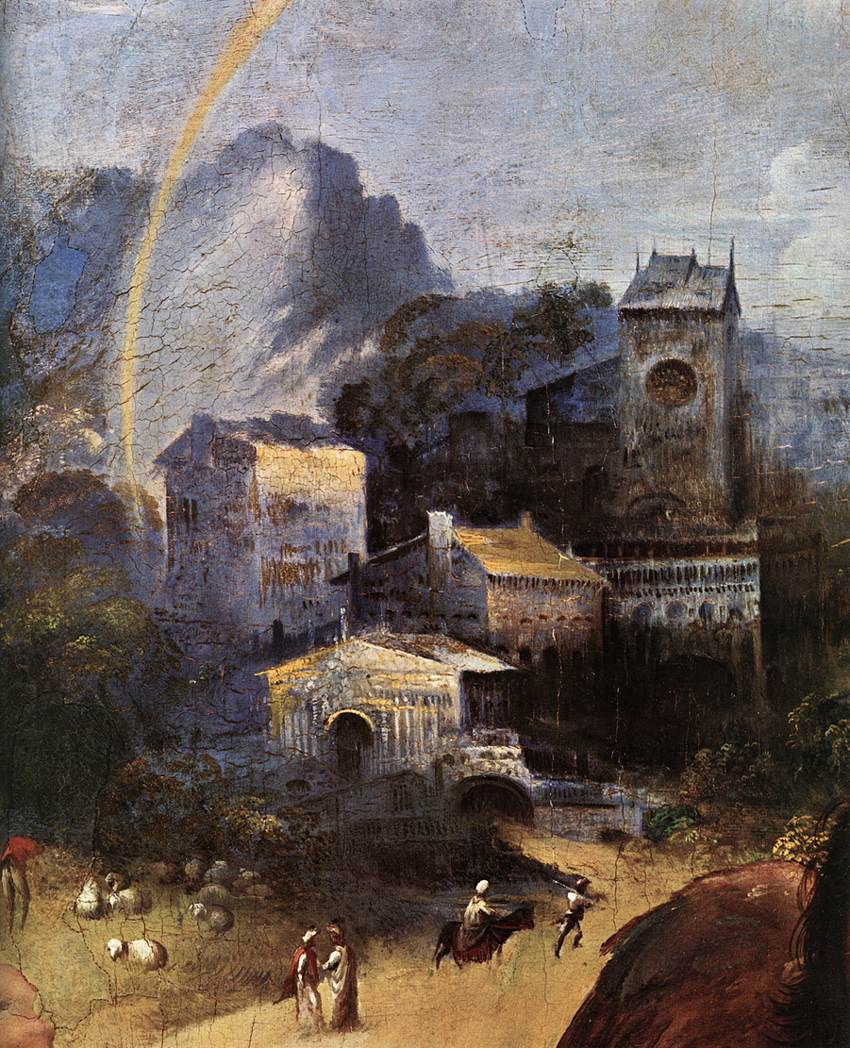
Dettaglio

Nel paesaggio, dall'atmosfera umida e trepidante, con effetti luminosi di grande originalità, sono leggibili influenze del tonalismo veneto, nonché di autori ferraresi quali Dosso Dossi. La posizione al centro della pala per rievocare l'evento miracoloso ricorda inoltre l'impostazione della Pala Portuense di Ercole de' Roberti. La Vergine ricorda quella dell'Adorazione dei Magi di Leonardo e il Bambino quello del Tondo Doni di Michelangelo, quasi a voler seguire una sorta di "contaminatio" di modelli illustri.
Il collegamento tra le due parti della pala è intensificato dall'orchestrazione cromatico-luminosa e dai numerosi rimandi di gesti e sguardi: Giovanni, Francesco adorante e l'angioletto indirizzano l'occhio dello spettatore verso Maria, che si rivolge al donatore, ricambiata. Il gruppo della Madonna col Bambino è raccolto in un ovale sotto il mantello protettivo di Maria e, come nelle migliori opere del Sanzio, ha quella viva naturalezza che rende l'ideale bellezza estremamente familiare allo spettatore. Il Bambino ad esempio non è ritratto come il dio benedicente conscio della sua missione, ma come un vero e proprio fanciullo che sembra divincolarsi dall'abbraccio della madre per coprirsi sotto il velo. 
Il figlio, bellissimo, sereno, sonnolento, è in posizione speculare: appoggia la gamba sinistra piegata sulla coscia della madre, mentre con la destra,  diritta, si regge su una nuvola, con analogo effetto longitudinale. Maria sostiene col braccio sinistro l'infante, che si divincola graziosamente o meglio subisce uno di quei guizzi torsionali che sono provocati dal solletico. Infatti, il medio della mano destra della madre giocherellona sembra titillare il bimbo sotto l'ascella con ludica affettuosità.

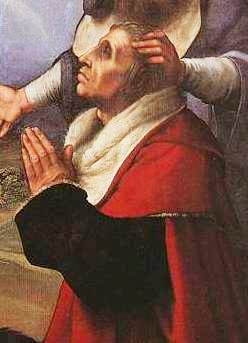
Sigismondo de' Conti, il committente

Straordinariamente acuto è il ritratto del committente, spesso giudicato una delle migliori prove in assoluto del Sanzio in questo genere. L'anziano prelato ha il volto scavato, gli zigomi angolosi, gli occhi infossati ed espressivi, le mani ossute e grinzose.